# Paruwrobates
Paruwrobates é um género de anfíbios da família Dendrobatidae. Está distribuído por Colômbia e Equador.

## Espécies
- Paruwrobates andinus (Myers and Burrowes, 1987)
- Paruwrobates erythromos (Vigle and Miyata, 1980)
- Paruwrobates whymperi (Boulenger, 1882)